# Mehdi Nabti
 (septembre 2021).
 (avril 2017).
Mehdi Nabti, , né à Paris le 14 décembre 1978, est un saxophoniste alto, flûtiste, auteur-compositeur franco-canadien.

## Biographie
Saxophoniste alto, flûtiste, auteur et compositeur franco-canadien, Mehdi Nabti est né à Paris (France) en 1978 et vit à Montréal (QC, Canada) depuis 2009. D’ascendance kabyle (Algérie), Mehdi Nabti est titulaire d’un doctorat (EHESS Paris) et d'un post-doctorat (CRSH - Université de Montréal) en anthropologie, il est l'auteur de nombreux écrits académiques sur les rituels et la musique de transe du Maghreb et sur la culture maghrébine publiés en Afrique du Nord, au Canada et en France. Spécialiste du jazz contemporain et des musiques nord-africaines, Mehdi Nabti débute au conservatoire la guitare classique, le solfège et l'harmonie dès 8 ans puis le saxophone alto à 16 ans. Il étudie ensuite l’arrangement et l'improvisation auprès de grands noms de la musique maghrébine et du jazz dont François Jeanneau, Steve Coleman, Andy Emler, Philippe Sellam, Abderrahim Amarani Marrakchi, Haj Azedine Bettahi et Haj Said Berrada.
Dans les années 1990 en région parisienne, Mehdi Nabti joue au sein de divers groupes (funk, jazz, electro, house, orchestres de percussions, folklores afro, musique improvisée), puis, de 2003 à 2008, il mène des recherches doctorales au Maroc (Tanger, Fès, Rabat, Marrakech, Meknes, Errachidia, Essaouira) auprès de musiciens de la musique arabo-andalouse (Mohamed Briouel), du folklore berbère (Oudaden, Mouloud El Meskaoui), de la transe rituelle Gnawa (Mohamed Chaouqi), ainsi que de la transe soufie Aissawa (Haj Azedine Bettahi, Haj Said Berrada, Abdellah Yakoubi) et Hamadcha (Abderrahim Amarani Marrakchi). Il participe ainsi à de nombreux concerts (festivals), des festivités annuelles (moussems)  ainsi qu'à des dizaines de rituels de transe et de possession (en contexte domestique). Il apprend pour l'occasion à jouer les percussions (bendir, tbel, tassa, tarija), la flûte en bambou du Maroc (nira) et le hautbois (reta). Il note, compile et relève sur le terrain pendant plusieurs années les rythmes de transe, des chants mystiques, des mélodies berbères médiévales et traduit en français des dizaines de poèmes et cantiques soufis du Maghreb. Mehdi Nabti a fait connaître une petite partie de ces données dans ses écrits académiques, mais la majorité reste, à ce jour, non publiées et dans ses archives personnelles.
Après une maîtrise en sciences et techniques hypermédias et un DEA de sociologie (université Paris-VIII, 2002 et 2003), Mehdi Nabti obtient avec la mention très Honorable et félicitations du jury un doctorat en anthropologie à l'EHESS Paris (2007) qu'il publie aux éditions l'Harmattan sous le titre Les Aissawa : Soufisme, musique et rituels de transe au Maroc (2010). À Montréal il s’intéresse à la production musicale arabo-maghrébine et publie une étude titrée Présence arabe, berbère et nord-africaine au Québec. 55 ans de musiques plurielles (1962-2017) aux éditions l'Harmattan (2017, Paris).
Mehdi Nabti crée et dirige de 2004 à 2008 un orchestre franco-marocain de jazz/world réunissant des musiciens de jazz et des musiciens soufis du Maroc, Aissawaniyya (quatre jazzmen français saxos/basse/batterie et six percussionnistes/chanteurs marocains Aissawa). Avec ce groupe, il donne des masterclass, enregistre des sessions inédites (au Maroc, en Espagne et à Paris) et se produit dans différents festivals en Europe, au Maghreb et au Canada. Depuis 2010 Mehdi Nabti sort régulièrement des albums de ses divers groupes (Nass Lounassa, Pulsar3, Pulsar4, NeoDuo, Prototype) sous licence de la Société canadienne des auteurs, compositeurs et éditeurs de musique et disponibles sur Bandcamp. En 2015, le label de jazz anglais (Londres) F-IRE publie une compilation de treize de ses compositions (avec son groupe Pulsar4) titrée Multiple Worlds.
Mehdi Nabti a reçu des subventions de la part du Conseil de recherches en sciences humaines du Canada (CRSH), du Conseil des arts de Montréal (CAM), Conseil des arts du Canada (CAC) et du Conseil des arts et des lettres du Québec (CALQ).
Pour Thom Jurek (AllMusic), Mehdi Nabti est un musicien « accompli ». Sa musique « jette des ponts entre les siècles et les traditions, brouillant leurs origines pour les modeler au sein d'un dialogue musical complexe mais accessible, qui interroge les sources et les cultures d'origines afin de transcender admirablement leurs limites à la recherche d'une nouvelle musique sans frontières ».
Pour Serdar Bahar (The Loop Net), Mehdi Nabti est un « artiste contemporain qui améliore votre compréhension et votre interprétation de la musique grâce à sa connaissance des différentes cultures, religions, concepts historiques et de nombreux sujets apparemment sans rapport. Sa compréhension profonde et son sens musical combinent différentes structures rythmiques et éléments mélodiques qui mènent l'auditeur à la découverte d'un monde fantastique ».
Son album Grooves à mystères est élu l'un des meilleurs albums de 2020 par le site américain Allmusic.
Mehdi Nabti figure parmi les 37 artistes de jazz (et le seul du Québec) sélectionnés par la chroniqueuse musicale américaine Debbie Burke dans son ouvrage Tasty Jazz Jams for Our Times: Vol. 3.

## Continuum afro-berbère
Mehdi Nabti élabore une musique improvisée polymodale et polyrythmique suivant une démarche qu'il nomme « ethno-ingénierie ». Son travail s'inscrit dans une esthétique plus vaste qui s’intègre dans le « continuum afro-berbère », terme de son invention. Mehdi Nabti compose une musique contemporaine improvisée à partir de techniques issues des traditions antiques et médiévales berbères, méditerranéennes et sub-sahariennes, dans lesquelles, selon lui, trois notions fondamentales s'y détachent : 
1. La prédominance du groove ;
2. La présence de séquences improvisées ;
3. L'utilisation de phrases mélodiques, séquences rythmiques, de formes et structures organisées en paires symétriques, complémentaires ou contraires.

Pour Mehdi Nabti, ce dernier élément semble issu du dualisme antique et est la notion fondamentale et incontournable qui sous-tend toutes ces musiques, qu’elles soient rituelles, populaires ou savantes, car elles s’enracinent toutes dans les cultures autochtones afro-berbères et méditerranéennes. Son travail utilise les techniques suivantes : 
1. Transposition et extrapolation des rythmes de transe soufie du Maghreb (Aissawa et Hamadcha) ;
2. Utilisation de modes mélodiques afro-berbères et andalous ;
3. Utilisation des formes et structures musicales issues des rituels de transe soufie du Maghreb (Aissawa et Hamadcha) ;
4. Utilisation de données techniques musicales afro-berbères dans un contexte improvisé contemporain (polypulsation et polytonalité essentiellement) ;
5. Utilisation de données techniques non-musicales appliquées à la musique : géomancie, géométrie, épigraphies antiques ;
6. Évocation musicale de l’histoire oubliée et méconnue de l'Afrique du nord et sub-saharienne (mythologie berbère antique, figures historiques, monuments, espaces géographiques).

Nabti incorpore à ce « continuum afro-berbère » des idées issues de l’heroic-fantasy et de la science-fiction. 
Sa musique n'est pas un hommage au passé ; elle est vivante, dynamique et évolutive. Il parvient à rendre accessibles des traditions 
parfois méconnues en les imprégnant d'une énergie moderne ce qui attire un public varié, bien au-delà des cercles traditionnels des 
amateurs de jazz ou de world music. Il ne se contente pas de documenter ces traditions, il les incarne et les fait évoluer. En jouant ces musiques 
sur scène et en les enregistrant, il offre une nouvelle vie à des sonorités et des rythmes qui pourraient finalement disparaitres, ancrant sa 
musique dans un patrimoine culturel profond.

## Discographie
- 2011 : Racines mêlées, Mehdi Nabti et Nass Lounassa
- 2012 : In Situ, Mehdi Nabti et Nass Lounassa[9]
- 2014 : Temps composés, Mehdi Nabti Pulsar4[10]
- 2015 : Artistes en résidence, Mehdi Nabti Pulsar4[11],[12]
- 2015 : Multiple Worlds (compilation parue en Angleterre), Mehdi Nabti Pulsar4
- 2015 : Études africaines , Mehdi Nabti et Lionel Kizaba Ne0Du0[13]
- 2016 : Hybridations et Transformations, Mehdi Nabti Pulsar3[14]
- 2018 : Les Règles de l'art (ethno-ingénierie), Mehdi Nabti et Prototype[15]
- 2020 : Grooves à mystères, Mehdi Nabti et Prototype[16]
- 2021 : Code source. Une application musicale de la géomancie, Mehdi Nabti et Prototype
- 2023 : Continuum, Mehdi Nabti et Prototype
- 2025 : Mixmodes, Mehdi Nabti et Prototype

### Ouvrages
- Les Aïssâwa : Soufisme, musiques et rituels de transe au Maroc, Paris, L’Harmattan, décembre 2010.
- Présence arabe, berbère et nord-africaine au Québec : 55 ans de musiques plurielles (1962-2017), Paris, L’Harmattan, 2017.

### Articles
- « Le Mussem de Meknès, le déclin d'une tradition spirituelle », L'Homme, Paris, éd. De la MSH, no 193,‎ 2010.
- « Le FMA, une démarche salutaire », Arabitudes, l'altérité Arabe au Québec, Montréal, éd. Fidès,‎ 2010.
- « Des soufis en banlieue parisienne, mise en scène d’une spiritualité musulmane », Archives des sciences sociales des religions, Paris, éd. de l’EHESS, no 14,‎ octobre-décembre 2007, p. 49-78.
- « Métissage culturel et commerce du sacré », Métissages maghrébins, problèmes et perspectives, Alger, éd. du ministère de la Culture algérien,‎ 2007, p. 124-140.
- « La Lîla des Aïssâwa du Maroc, interprétation symbolique et contribution sociale », Des voies et des voix, Oran, éd. du ministère de la Culture algérien,‎ 2006, p. 244-293.
- « La Confrérie des Aïssâwa en milieu urbain », Rencontres anthropologiques de Marrakech, Rabat, éd. du CJB,‎ 2004, p. 95-118.